# Cinematografo (programma televisivo)
Cinematografo è un programma televisivo italiano di genere rotocalco-talk show dedicato al cinema, condotto da Gigi Marzullo, in onda dal 2004 su Rai 1 il sabato notte, dall'una alle due. Il programma è andato in onda anche il sabato mattina.

## Il programma
Vengono discussi film in programmazione, con critici come Gian Luigi Rondi ed Anselma Dell'Olio, attori, registi. Si intervista inoltre il pubblico, all'uscita dalla sala cinematografica.
Nel 2024 sono state realizzare due puntate speciali dedicate Festival del Cinema di Roma e cinque puntate sull'81esima edizione della Mostra Internazionale d'Arte Cinematografica di Venezia.

## Edizioni
| Edizione | Inizio | Fine | Conduttore    |
| -------- | ------ | ---- | ------------- |
| 1ª       | 2004   | 2005 | Gigi Marzullo |
| 2ª       | 2005   | 2006 | Gigi Marzullo |
| 3ª       | 2006   | 2007 | Gigi Marzullo |
| 4ª       | 2007   | 2008 | Gigi Marzullo |
| 5ª       | 2008   | 2009 | Gigi Marzullo |
| 6ª       | 2009   | 2010 | Gigi Marzullo |
| 7ª       | 2010   | 2011 | Gigi Marzullo |
| 8ª       | 2011   | 2012 | Gigi Marzullo |
| 9ª       | 2012   | 2013 | Gigi Marzullo |
| 10ª      | 2013   | 2014 | Gigi Marzullo |
| 11ª      | 2014   | 2015 | Gigi Marzullo |
| 12ª      | 2015   | 2016 | Gigi Marzullo |
| 13ª      | 2016   | 2017 | Gigi Marzullo |
| 14ª      | 2017   | 2018 | Gigi Marzullo |
| 15ª      | 2018   | 2019 | Gigi Marzullo |
| 16ª      | 2019   | 2020 | Gigi Marzullo |
| 17ª      | 2020   | 2021 | Gigi Marzullo |
| 18ª      | 2021   | 2022 | Gigi Marzullo |
| 19ª      | 2022   | 2023 | Gigi Marzullo |
| 20ª      | 2023   | 2024 | Gigi Marzullo |
| 21ª      | 2024   | 2025 | Gigi Marzullo |